# Grup de la rhabdoborita
El grup de la rhabdoborita és un grup de minerals de la classe dels borats està format per tres espècies minerals: la rhabdoborita-(Mo), la rhabdoborita-(V) i la rhabdoborita-(W).
| Espècie           | Fórmula                                                  |
| ----------------- | -------------------------------------------------------- |
| Rhabdoborita-(Mo) | Mg₁₂Mo6+1.33O₆(BO₃)₆F₂                                   |
| Rhabdoborita-(V)  | Mg₁₂(V5+,Mo6+,W6+)1.5O₆{[BO₃]6-x[(P,As)O₄]xF2-x} (x < 1) |
| Rhabdoborita-(W)  | Mg₁₂(W6+,V5+)1.5O₆{[BO₃]6-x[(P,As)O₄]xF2-x}              |

Segons la classificació de Nickel-Strunz-mindat, de l'any 2022, els minerals d'aquest grup pertanyeb a "06.AB: Monoborats; BO₃, amb anions addicionals; 1(D) + OH, etc.» juntament amb els següents minerals: chubarovita, hambergita, berborita, jeremejevita, warwickita, yuanfuliïta, karlita, azoproïta, bonaccordita, fredrikssonita, ludwigita, vonsenita, marinaïta, pinakiolita, folvikita, blatterita, chestermanita, ortopinakiolita, takeuchiïta, hulsita, magnesiohulsita, aluminomagnesiohulsita, fluoborita, hidroxilborita, shabynita, wightmanita, gaudefroyita, sakhaïta, harkerita, pertsevita-(F), pertsevita-(OH), jacquesdietrichita, painita i mengxianminita.
Totes tres espècies han estat trobades exclusivament a la fumarola Arsenàtnaia, situada al segon con d'escòria de l'avanç nord de la Gran erupció fissural del volcà Tolbàtxik, al krai de Kamtxatka (Rússia).